# Bubujingxin (romanzo)
Bubujingxin (步步驚心T, 步步惊心S, BùbùjīngxīnP) è un romanzo fantastico scritto da Tong Hua nel 2005. Originariamente pubblicato online su Jinjiang Original Network, è stato in seguito stampato in Cina da Ocean Press, National Press, Huashan Arts Press, Hunan Literature and Art Publishing House e Yeren Culture Publishing.
Tong Hua ha rivisto il romanzo nel 2009 e nel 2011, aggiungendo un epilogo di 30.000 parole all'ultima edizione; il libro è inoltre stato pubblicato in giapponese, coreano e thailandese, e adattato per altri media.

## Trama
Un incidente stradale dopo il lavoro porta Zhang Xiao, una donna del ventesimo secolo, nella dinastia Qing del 1704, durante il regno di Kangxi, dove si ritrova intrappolata nel corpo della giovane figlia di un aristocratico Manchu, Ma'ertai Ruoxi, sorella minore di Ma'ertai Ruolan, concubina dell'ottavo figlio dell'imperatore, Yinsi. Ruoxi fa la conoscenza degli altri figli di Kangxi, inclusi il quarto principe Yinzhen e il quattordicesimo principe Yinti, stringendo amicizia anche con il tredicesimo principe Yinxiang. Con fascino e intelligenza, Ruoxi conquista il favore di Kangxi e diventa una cameriera di palazzo al servizio della famiglia imperiale.
Durante la permanenza di Ruoxi nella Città Proibita, la ragazza si innamora, ricambiata, di Yinsi, che all'inizio rifiuta, ma del quale poi accetta l'amore a patto che lui rinunci al trono. Yinsi, però, si tira indietro e Ruoxi lo avverte di stare attento a Yinzhen, che lei sa diventerà imperatore, fornendogli una lista di uomini che sosterranno la sua ascensione. Dopo la rottura con Yinsi, Ruoxi s'innamora di Yinzhen; nel frattempo, Yinsi e i suoi sostenitori accusano Yinzhen di aver complottato contro il principe ereditario Yinreng, ma Yinxiang si assume la colpa e viene condannato ai domiciliari. La battaglia per il trono si fa più aspra quando vengono alla luce gli altri crimini di Yinreng, che finisce per perdere sia la posizione, sia la libertà. Kangxi inizia quindi a preferire Yinti e gli offre Ruoxi come  concubina, ma la ragazza si oppone e, per la sua sfacciataggine, viene mandata a servire nella lavanderia, anche se viene perdonata e torna al fianco dell'imperatore negli ultimi mesi di vita dell'uomo.
Infine, Kangxi muore di malattia e, con il sostegno militare di Longkodo e Nian Gengyao, Yinzhen attua un colpo di Stato e diventa imperatore con il nome di Yongzheng; riporta poi al suo fianco Yinxiang, inizia una storia d'amore con Ruoxi e, nel tentativo di tenere segreto che Yinti era stato nominato erede dal padre, lo mette ai domiciliari. Ruoxi si ritrova spesso coinvolta nelle lotte tre le fazioni.
In seguito a una mossa strategica del nono principe Yintang, fratello del nuovo imperatore, Ruoxi scopre che Yinsi anni prima agì contro Yinzhen a causa delle sue parole di avviso e, ricordando che l'amato le aveva detto di non volere il trono in un primo momento, si rende conto che le sue azioni hanno inavvertitamente plasmato gli eventi. Lo shock le fa avere un aborto e Yinzhen, infuriato, accusa Yinsi e sua moglie Gororo Minghui, portatrice del messaggio del nono principe, intimando loro di divorziare: la decisione dell'imperatore porta Minghui a suicidarsi. Ruoxi, vittima dei rimorsi, confessa tutto a Yinxiang e all'imperatore, che inizia a trattarla freddamente. Incapace di sopportare oltre lo stress mentale, Ruoxi chiede a Yinti di aiutarla a lasciare il palazzo. Yinsi, sapendo che l'imperatore non permetterà mai a Ruoxi di andarsene, gli racconta della storia d'amore che ha avuto con la donna, spingendo Yinzhen, in preda all'ira, a consentire la partenza di Ruoxi per la casa di Yinti.
L'angoscia emotiva di Ruoxi influenza la sua salute e la donna implora Yinti di mandare una lettera a Yinzhen per chiedergli un ultimo incontro prima di morire, ma un fraintendimento porta la lettera a essere gettata da una parte ancora chiusa. Dopo tre giorni di vana attesa, Ruoxi conclude che l'imperatore non la ami più e muore, nell'anno 1725 all'età di 35 anni. Quando la notizia della morte della donna raggiunge il palazzo imperiale, Yinzhen corre a casa di Yinti e rimpiange le sue azioni dopo aver appreso che Ruoxi ancora lo amava. Incolpando l'ottavo principe Yinsi e il nono principe Yintang dell'accaduto, Yinzhen li accusa di reati ambigui e li caccia da corte; entrambi muoiono nel 1726, come predetto da Ruoxi. La storia rimane inalterata.

## Adattamenti
Il romanzo è stato adattato nel 2011 in una serie televisiva omonima con Liu Shishi, Nicky Wu e Kevin Cheng e in un dramma radiofonico con Tang Tang nel ruolo di Ma'ertai Ruoxi; nel 2012 è stato prodotto uno spettacolo teatrale, mentre nel 2015 è uscito il film Xin bubujingxin con Ivy Chen, Tony Yang e Shawn Dou.
Nel 2016 in Corea del Sud è stato trasmesso il drama Dar-ui yeon-in - Bobogyeongsim ryeo con IU, Lee Jun-ki e Kang Ha-neul, che ambienta le vicende del romanzo in Goryeo. Un adattamento thailandese è previsto per il 2024 a cura di GMMTV con il titolo Scarlet Heart Thailand.